# Emil Sutovsky

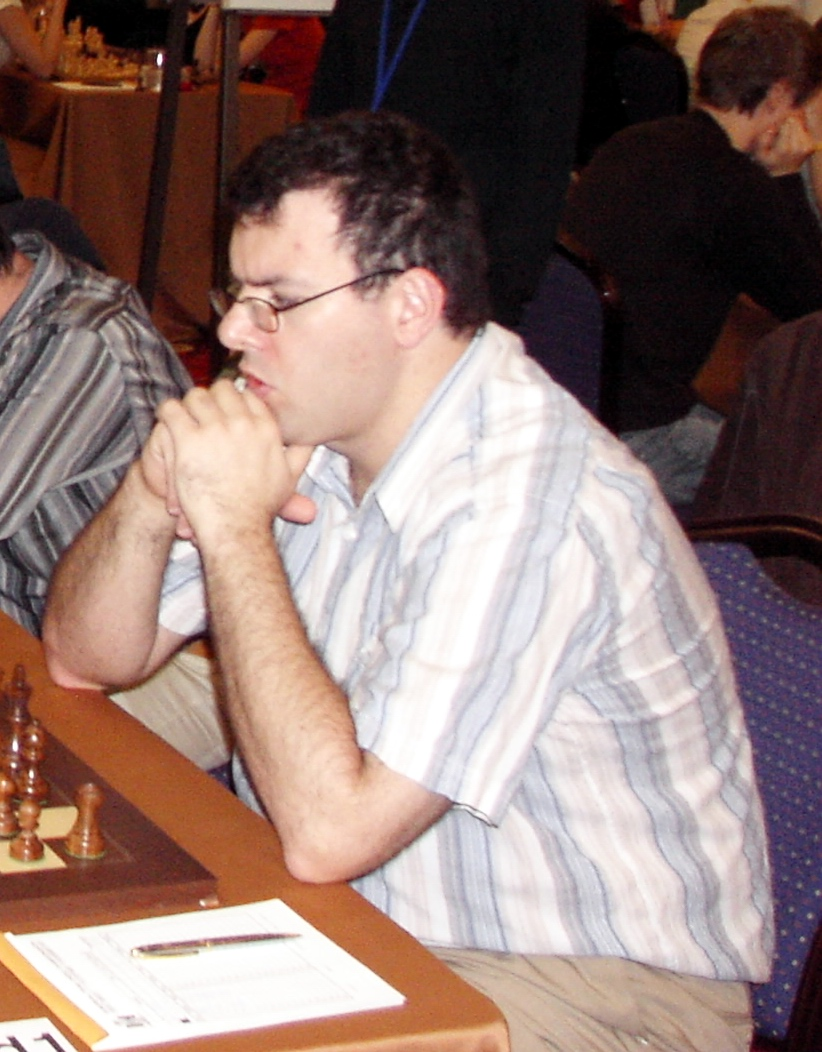
Emil Sutovsky

Emil Sutovsky, född 19 september 1977 i Baku i Azerbajdzjan, är en israelisk schackspelare och stormästare. Han blev juniorvärldsmästare i schack 1996 i Medellin och Europamästare 2001.